# NGC 6644
NGC 6644 је планетарна маглина у сазвежђу Стрелац која се налази на NGC листи објеката дубоког неба.
Деклинација објекта је - 25° 7' 42" а ректасцензија 18h 32m 34,7s. Привидна величина (магнитуда) објекта NGC 6644 износи 10,7 а фотографска магнитуда 12,2. NGC 6644 је још познат и под ознакама PK 8-7.2, ESO 522-PN33, CS=15.9.